# Batalla naval de Casablanca
La batalla naval de Casablanca fue una serie de enfrentamientos navales librados entre barcos estadounidenses que cubrían la invasión del norte de África y barcos franceses de la Francia de Vichy que defendían la neutralidad del Marruecos francés de acuerdo con el armisticio del 22 de junio de 1940 durante la Segunda Guerra Mundial.
Los estrategas militares aliados anticiparon que una fuerza exclusivamente estadounidense, asignada a la toma de la ciudad portuaria atlántica de Casablanca, podría ser recibida como una fuerza liberadora. Una fuerza de invasión de 102 buques estadounidenses con 35.000 soldados a bordo se acercó a la costa marroquí sin ser detectada, al amparo de la oscuridad.
Los defensores franceses interpretaron los primeros contactos como una incursión de distracción para un desembarco importante en la Argelia francesa; y Alemania consideró la rendición de seis divisiones marroquíes a una pequeña fuerza de ataque de comandos como una clara violación de las obligaciones francesas de defender la neutralidad marroquí en virtud del armisticio del 22 de junio de 1940 en Compiègne.
Las últimas etapas de la batalla consistieron en operaciones de submarinos alemanes que habían llegado a la zona el mismo día en que se rindieron las tropas francesas.
Una serie creciente de respuestas sorpresivas en una atmósfera de desconfianza y secretismo causó la pérdida de cuatro buques de transporte de tropas estadounidenses y la muerte de 462 hombres a bordo de 24 buques franceses que se oponían a la invasión.

## Antecedentes
Marruecos era un protectorado frances al comienzo de la Segunda Guerra Mundial. Después de la Batalla de Francia, el gobierno francés se rindió a los alemanes firmando un armisticio. El general Charles de Gaulle lideraba el movimiento que se oponía a los alemanes y al gobierno de Vichy, la denominada Francia libre, luchando al lado de los aliados. El régimen de Vichy -que controlaba Marruecos- era oficialmente neutral, pero técnicamente el armisticio obligaba al gobierno francés a sofocar cualquier intento de los antiguos aliados de apoderarse del territorio francés para usarlo contra Alemania. Los ingleses atacaron Mers-el-Kebir debido a la negativa de Vichy a unirse a los aliados o rendirse.

## Batalla

### 8 de noviembre

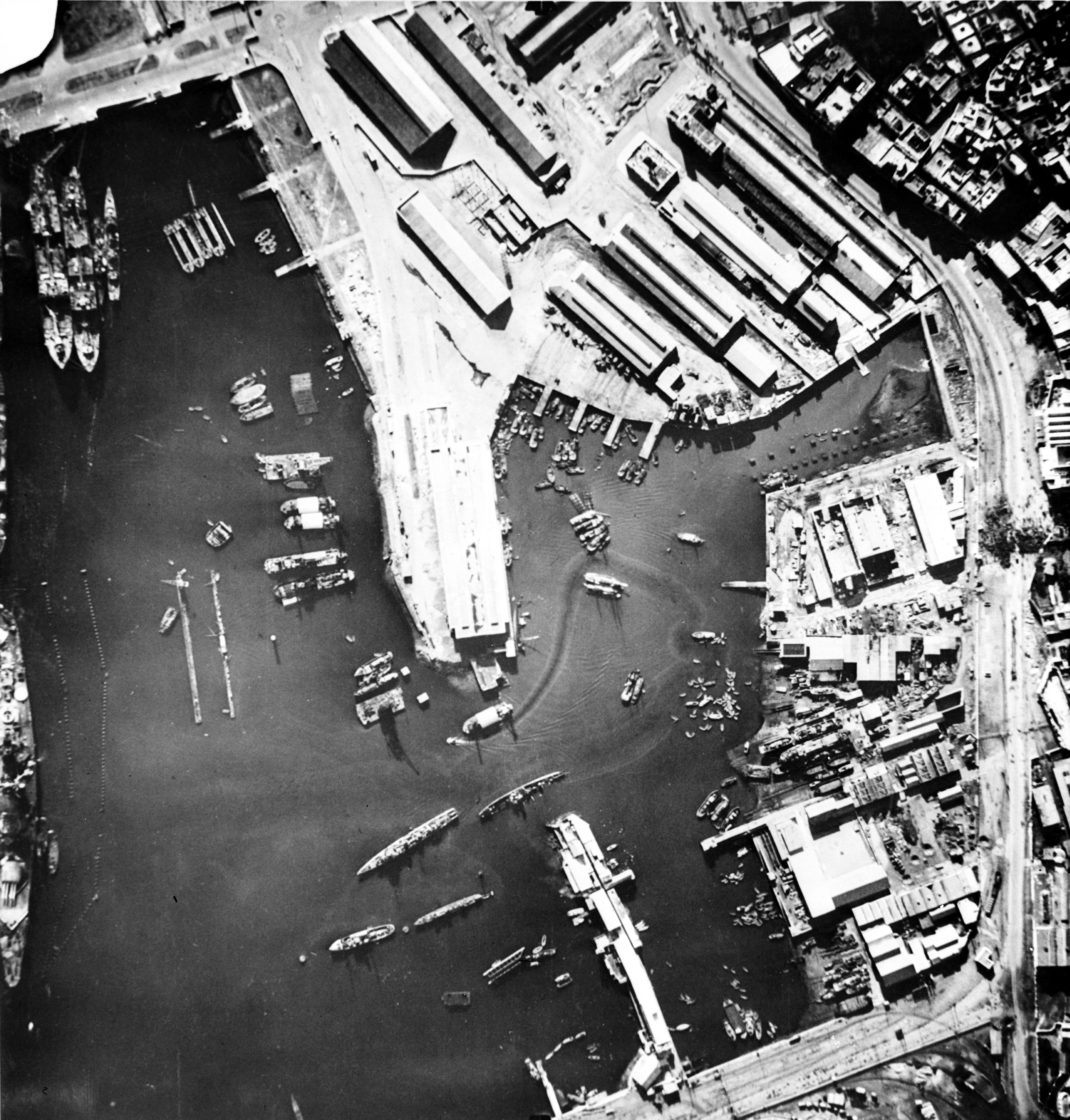
Vista aérea del puerto de Casablanca, 9 de noviembre. El Jean Bart está en el extremo izquierdo. Observe los barcos hundidos en el centro.

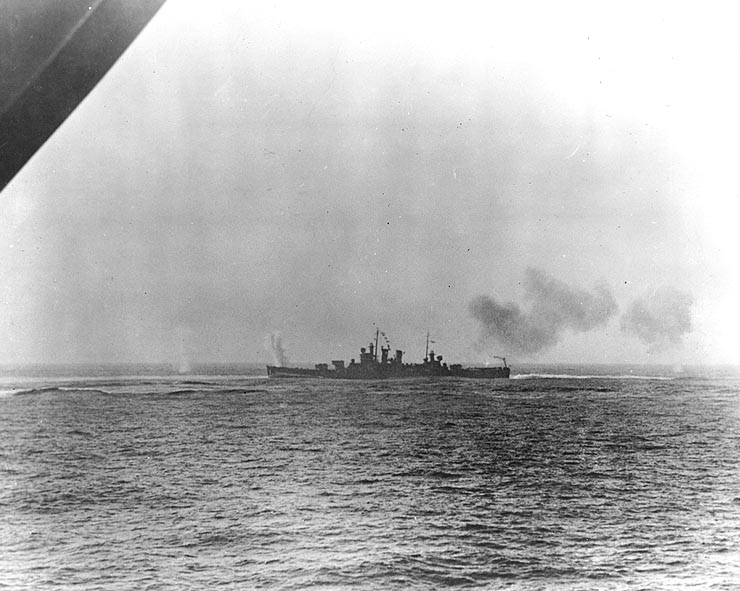
El crucero Wichita en acción durante la batalla de Casablanca

El grupo central lo formaban los transportes de tropas William P. Biddle, Leonard Wood, Joseph T. Dickman, Tasker H. Bliss, Hugh L. Scott, Joseph Hewes, Edward Rutledge, Charles Carroll, Thomas Jefferson, Ancon, Elizabeth C. Stanton, Thurston, Arcturus, Procyon y Oberon que se encontraba a 13 kilómetros de Fedala.
A las 6 de la mañana fueron depositados los vehículos anfibios, que fueron detectados por las defensas de Fedala por el ruido que emitían sus motores: a partir de ese momento empezaron a abrir fuego las ametralladoras de los anfibios. Tres mil quinientos soldados estadounidenses fueron desembarcados, pero la niebla dificultó las operaciones; a las 7 de la mañana las defensas de Fedala abrieron fuego contra los vehículos anfibios y veinte minutos después el almirante Hewitt autorizó a los destructores Ludlow, Murphy, Wilkes y Wainwright y a los cruceros Augusta y Brooklyn a cubrirlos. A las 7:25, el Ludlow y el Murphy silenciaron las baterías de Blondin -no sin antes ser dañados por éstas- mientras las baterías de Fedala fueron tomadas después de ser silenciadas por el Wilkes y el Augusta.
Los franceses desplegaron a los submarinos Amazone, Antiope, Meduse, Orphee y La Sybille. A las 7:50, cazas franceses fueron desplegados para interceptar a los bombarderos del Ranger, Sangamon y el Swuanee, que fueron defendidos por los cazas estadounidenses. Después de un duro combate, fueron destruidos siete aviones franceses y cinco americanos. Las bombas estadounidenses empezaron a caer en Casablanca a las 8:04, resultando hundidos tres buques civiles (dos transatlánticos y un carguero). La fuerza de cobertura estaba compuesta por el acorazado Massachusetts, los cruceros Wichita y Tuscaloosa y los destructores Mayrant, Rhind, Wainwright y Jenkins y su objetivo era El Hank: sus baterías observaron los disparos estadounidenses y abrieron fuego a la fuerza de cobertura. Tras estar bajo ataque desde las 8:40, a las 9:25 las baterías de El Hank fueron silenciadas y tomadas. Tras destruir dichas defensas, el Massachusetts se centró en el acorazado Jean Bart, que no estaba del todo operativo y no había sido completado (debía tener ocho cañones de 380 mm. en dos torretas cuádruples, pero en ese momento solo tenía montada una): el Jean Bart abrió fuego con su armamento principal contra el Massachusetts y ambos se trabaron en un duro duelo. El Jean Bart quedó fuera de combate cuando fue alcanzado por dos proyectiles de 406 mm. que dejaron inutilizados el timón y el mecanismo de rotación de la torreta.
A las 9 de la mañana, la Segunda Escuadra Ligera Francesa -compuesta por los destructores Fougeux, Boulonnais, Milan y Malin- fue desplegada para atacar el fondeadero de Fedala: a las 10 de la mañana, el Fougeux y el Boulonnais fueron atacados por el Massachusetts, el Wichita, el Tuscaloosa y el Wilkes: el Fougeux se hundió a las 10:40 y el Milan quedó encallado tras haber sido blanco de cuatro proyectiles de 127 mm. y dos de 406 mm. Entonces el crucero Primauguet navegó junto con los destructores Albatros, Brestois y Frondeur. La flotilla fue atacada primero por el Massachusetts y luego por el Wichita: aunque no estaba completamente funcional, pues había sido objeto de una reparación, el Primauguet devolvió el fuego a los estadounidenses y entabló combate con ellos. Tras haber sido alcanzado por varios proyectiles de 203 y 406 mm., el Primauguet se incendió, fue abandonado y volcó, muriendo cuarenta y cinco tripulantes y resultando heridos otros doscientos. Asimismo, el Brestois y el Frondeur también se hundieron mientras que el Albatros tuvo que ser inundado para evitar la explosión del pañol, volcando posteriormente a causa de toda el agua bombeada en su interior para apagar el fuego.

### 10 de noviembre
Los dragaminas Commandant Delage y La Gracieuse abrieron fuego contra las tropas estadounidenses en Fedala y El Hank, pues iban a avanzar hacia el interior de Casablanca: el Augusta y los destructores Edison y Tillman abrieron fuego contra los dragaminas, obligándoles a retirarse antes de retirarse ellos mismos a causa de los disparos del Jean Bart. El crucero Primauguet, que había sido siniestrado dos días antes por los proyectiles estadounidenses y estaba volcado ligeramente, fue destruido durante una tormenta en el este de Casablanca. A las 3 de la tarde, aviones procedentes del Ranger atacaron al Jean Bart y tras alcanzarle con nueve bombas de 350 kilos y varios torpedos, el acorazado se hundió en dique seco a las 4:03, permaneciendo inclinado ligeramente a estribor y con su interior lleno de agua por completo. Asimismo, los submarinos Sidi Ferruch y Le Conquerant escaparon de Casablanca por temor a ser destruidos, mientras Le Tonnant, Meduse y Antiope lanzaron ataques fallidos contra el Massachusetts, el Tuscaloosa y el Ranger. El Meduse volcó después de ser atacado por 3 aviones TBF Avenger del Ranger. Esa misma noche, el Augusta cañoneó y hundió al Boulonnais, siendo los únicos destructores franceses activos en la zona el Alcyon, el Malin, el Simoun y el Tempête, que se unirían a la Francia Libre tras la caída de Casablanca.

### 11 de noviembre

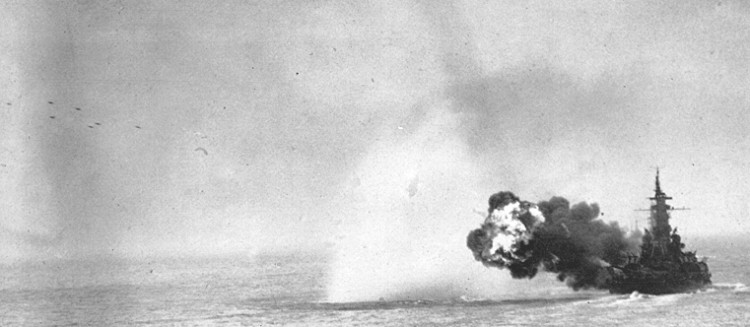
Los nueve cañones de 16 pulgadas del Massachusetts (mostrados disparando en el Pacífico) dieron a las fuerzas de Estados Unidos una importante ventaja de artillería naval en Casablanca.

A partir del 11 de noviembre, la batalla se intensificó, pues los estadounidenses avanzaron hacia el interior de Casablanca y los franceses ya casi no oponían resistencia. Ese mismo día intervinieron en la batalla submarinos y aviones alemanes. A las 2:25, aviones B-24 y B-17, escoltados por cazas P-40 y P-38, partieron de Tobruk para atacar Casablanca. Fue entonces cuando aviones Fw 190 y Bf 109 se dispusieron a interceptar a los estadounidenses: tras un furioso combate resultaron destruidos doce aviones estadounidenses y dieciséis alemanes, resultando también hundidos siete buques civiles (cuatro de pasajeros y tres de carga). Asimismo resultaron hundidos en puerto los submarinos Amphitrite, Oreade y La Psyche, sin siquiera haber entrado en combate. Ese mismo día el U-173 torpedeó al destructor Humbleton y al petrolero Winooski. También participaron aviones Stuka y Ju-88 en un ataque a la flota estadounidense, pero solo lograron hundir al transporte de tropas Joseph Hewes, que ese mismo día ya había sido dañado por dos torpedos del U-173: más de cien hombres se hundieron con el Joseph Hewes. Asimismo, el Sidi Ferruch fue hundido por un TBF Avenger y un SBD Dauntless del Sangamon. Por su parte, el U-130 lanzó ataques fallidos contra el Massachusetts, el Wichita, el Brooklyn y el Swuanee.

### Acciones finales

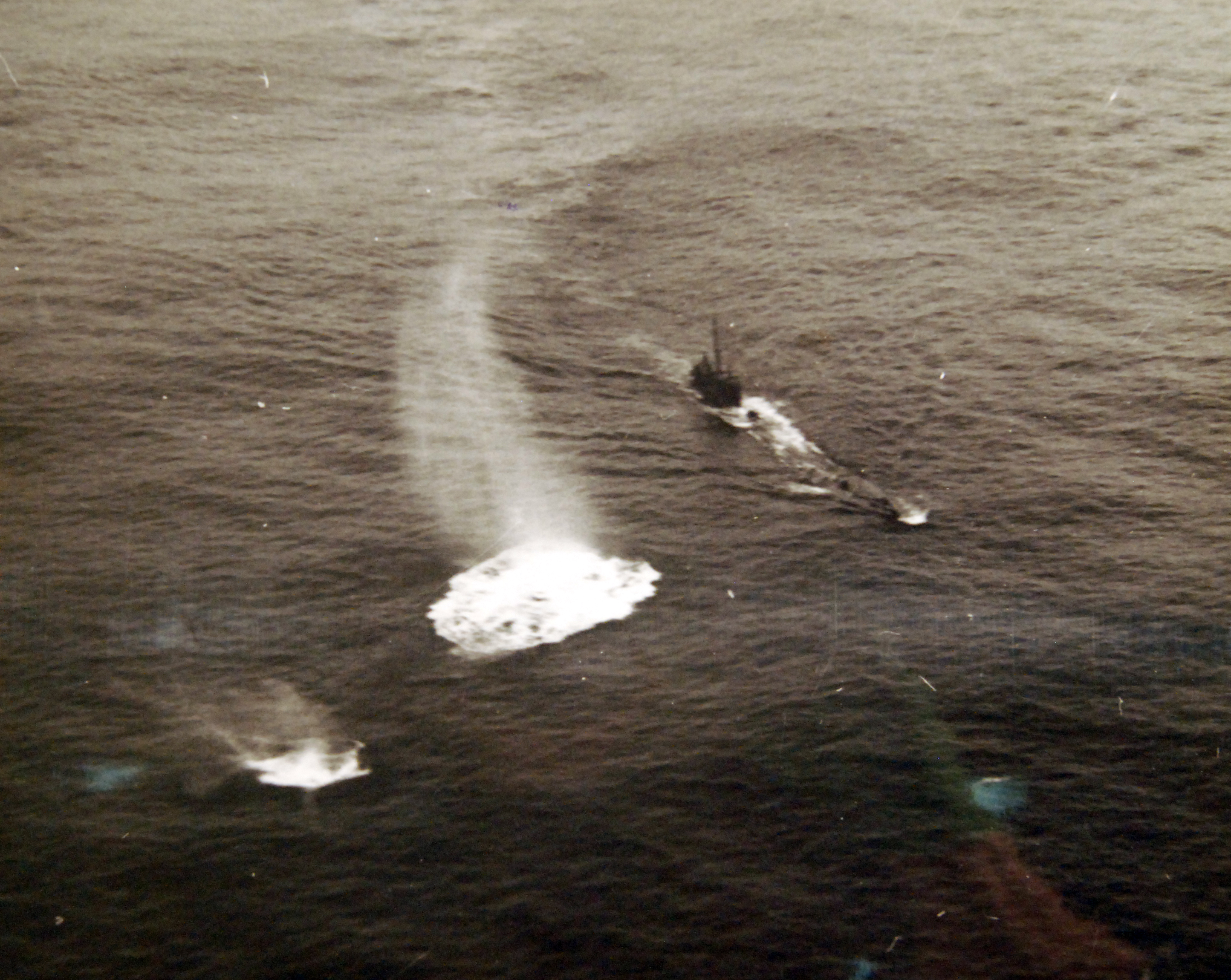
Ataque aéreo contra un submarino francés frente a las costas del Marruecos francés.

El 12 de noviembre, el U-130 -bajo el mando de Ernst Kals- torpedeó a los transportes de tropas Tasker H. Bliss, Hugh L. Scott y Edward Rutledge y al petrolero Winooski: aunque los tres transportes de tropas fueron hundidos, el petrolero sobrevivió y pudo ser reparado. Los submarinos franceses Antiope y Amazon partieron hacia Dakar, el Orphee regresó a Casablanca a los tres días de la caída de la ciudad, Le Conquerant fue hundido por aviones PBY Catalina y B-24 en Villa Cisneros el 13 de noviembre y Le Tonnant se hundió el 15 de noviembre, debido a los daños que sufrió, mientras se dirigía hacia España para internarse. El 16 de noviembre, el U-173 fue hundido por destructores estadounidenses en Casablanca. Al día siguiente, la ciudad se rindió.